# フロー・ラフリー装甲ローラー
フロー・ラフリー装甲ローラーとはフランスの初期の装甲戦闘車両である。1914年12月から1915年3月にかけて試験用に設計製造された。

## 背景
第一次世界大戦を特色付ける塹壕戦の膠着により、強力に武装した軍用の機材が必要とされるに至った。同時にこれは敵の銃火を防御し、戦場の極度に荒れた地形を移動できるものであった。
早くも1914年8月24日、フランスのジャン・バティスト・エスティエンヌ大佐は縦走能力を持つ装甲車両の未来像をまとめていた。
この戦争の勝利は、全ての種類の地形を縦走する車両の中に火砲を載せた最初の交戦国のものとなるだろう。—ジャン・バティスト・エスティエンヌ大佐、1914年8月24日

## 開発
1914年12月1日、最初の試みのひとつがフランスでなされた。この時、「Compagnie Nationale du Nord」（直訳では北部国営企業）の水路造成部にいたポール・フロー技師は、フランス国防省に装甲と武装を施したある車両の設計案を提示した。動力化されたラフリー・ロードローラーに溝付きの重たいホイールを装着し、ベースに用いたもので、これは1912年から開発され、水路の転圧に用いられていた。
この転がる要塞はただ火砲のみが阻止でき、我々の敵に他の戦術の適用を強要するだろう。そして何にせよ我々に、瞬間的で著しい優越を与えるだろう。—フランス戦争省にあてたポール・フローの手紙。Les Sables d'Olonne、1914年12月1日。
この車両は7mm厚の装甲を付け、20馬力の内燃式ガソリンエンジンで駆動し、2つの操縦手席を装備して前方・後方に移動できた。1つは前方、もう1つは後部である。本車は転圧機の車台の上に、丈を高めたプラットフォームを取り付け、ここに機関銃を装備している。360度の射界をカバーするため、1挺は前部、1挺は後部、両側面に2挺が突き出していた。この兵装が実際に取り付けられることはなかった。写真の中にある銃の防楯は、修正の結果である。レタッチされた写真からは、2門の火砲と6挺の機関銃が示されているようである。全長は7m、全幅は2m、全高は2.3mであった。その自重は10tをやや下回る。本車は9名の乗員で操作された。1名は車長、2名が機関員、そして6名が機関銃手である。速力は3～5km/hの間とばらついている。
転圧機のベースはブローニュ・シュル・セーヌにあるラフリー社で製造された。転用したのはラフリーLT式の改良版である。また装甲板はラ・クールヌーヴにあるクルペ社で造られた。この戦車は1915年3月25日にクルペ&ルーヴェ社の敷地で試験を受け、鉄条網でできた阻止線を効果的に破壊し、25%の傾斜を登った。しかし機動性は欠けているとみなされた。
この機械の公試では、満足な実用性という結果が本車から得られないことが実地に示された。—工兵技術科主任のMourral大佐からポール・フローへの手紙。パリ、1915年4月10日。

## その後

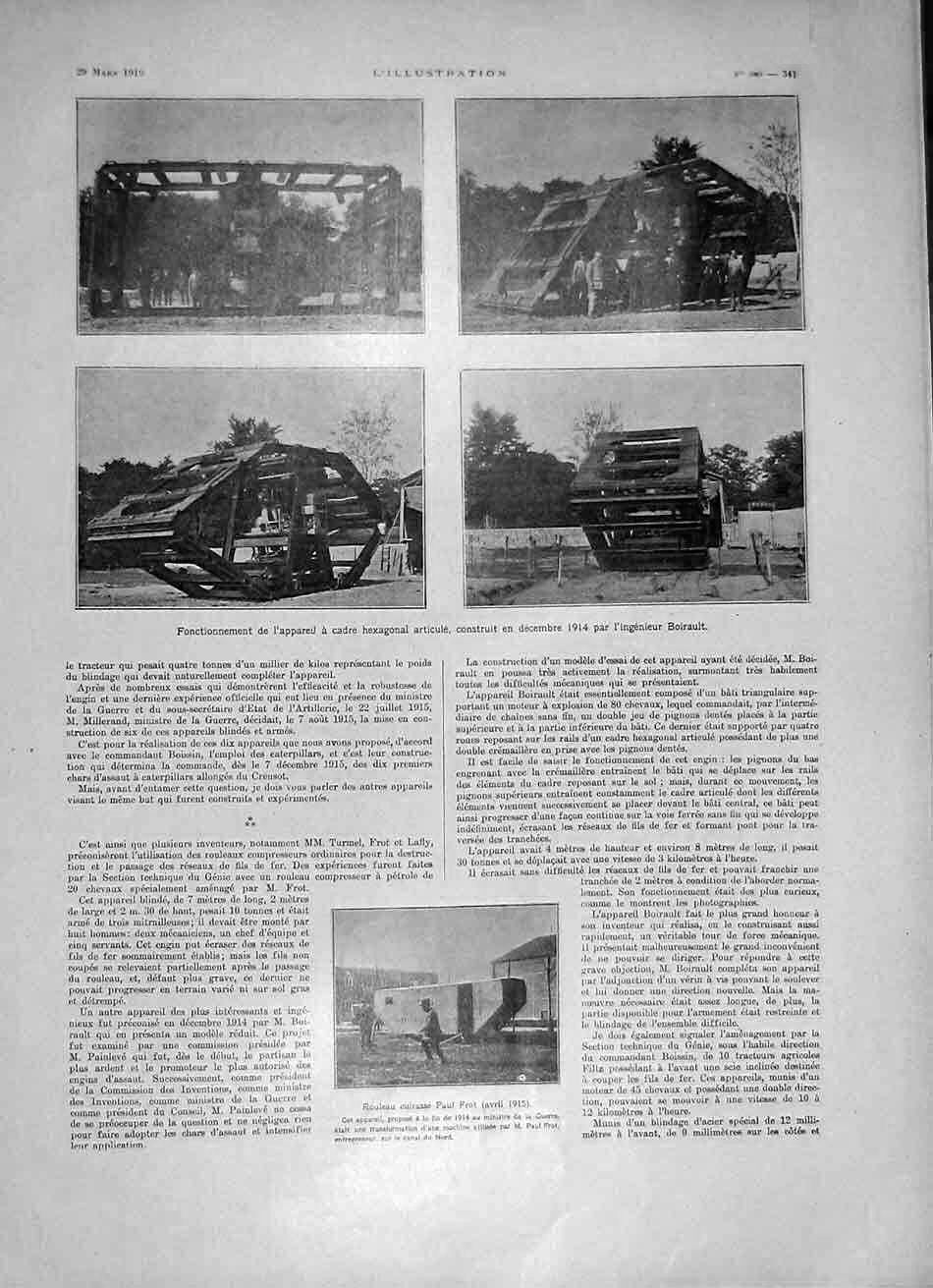
第一次大戦戦後のイリュストラシオン(1919年)に示されたボワロ・マシン（上部）とフロー・ラフリーの陸上船（下部）。

同時期に開発進行中だった、エスティエンヌ将軍のトラクターをベースに用いる戦車の計画、コードネーム「トラクター・エスティエンヌ」が好まれたため、フローの計画は実質的に放棄された。
数か月前の1915年1月、フランスの兵器製造社「シュナイダー & Co.」では装軌式の牽引車を調査するため、すでにアメリカのホルト社へ主任設計者のウージェーン・ブリリエを送り込み、この時にはイングランドでの試験計画に参加していた。シュナイダー社の計画はフランス国防省の賛同を得ており、エスティエンヌの計画と統合され、さらに1916年2月25日に400両のシュナイダーCA1の量産指示が出されていた。これらは戦場に投入された最初のフランス軍戦車であった。
フロー・ラフリーの試作車両はイギリスに売却された。1918年1月8日、ポール・フローはこの車両がイギリスの戦車設計に影響していると手紙の中で主張している。